# Principatul Lüneburg
Principatul Lüneburg (germană Fürstentum Lüneburg) a fost un stat medieval din Sfântul Imperiu Roman ce existat în perioada  anilor 1269 - 1705. Teritoriul său aparține actualmente landului german Saxonia Inferioară. Principatul a luat naștere în anul 1269 prin împărțirea ducatului Braunschweig-Lüneburg, pierde independența în anul 1705 fiind anexat Principatului Braunschweig-Lüneburg unde domnea dinastia Welfilor, cunoscută ca și Casa de Hanovra, ce avea să devină dinastia conducătoare din Marea Britanie.